# Лютич, Зринка
Зри́нка Лю́тич (хорв. Zrinka Ljutić; род. 26 января 2004, Загреб) — хорватская горнолыжница, победительница этапов Кубка мира, участница зимних Олимпийских игр 2022 года.

## Биография и спортивная карьера
Зринка Лютич выросла в Загребе. Впервые привлекла внимание к своим спортивным достижениям в январе 2018 года, когда выиграла и гигантский слалом, и слалом на престижном детском кубке FIS в категории до 14 лет. В декабре 2020 года она дебютировала в Кубке Европы, а 20 декабря 2020 года впервые участвовала в гонке на этапе Кубка мира в Земмеринге.
В сезоне 2021/22 годов Лютич регулярно участвовала в соревнованиях в рамках Кубка мира и впервые набрала очки 9 января 2022 года, заняв 26-е место в слаломе в Загребе.
На Олимпийских играх 2022 года принимала участие в слаломе и заняла итоговое 25-е место. В гигантском слаломе была 28-й.
29 января 2023 года Зринка впервые поднялась на подиум этапа Кубка мира, заняв 3-е место в слаломе.
29 декабря 2024 года впервые выиграла этап Кубка мира, победив в слаломе в Земмеринге. Лютич показала лучшее время в обеих попытках и опередила ставшую второй Лену Дюрр сразу на 1,75 сек. Трасса в первой попытке была поставлена отцом Зринки Амиром. Лютич стала первой за 18 лет хорваткой, выигравшей этап Кубка мира с тех пор, как в 2006 году побеждала прославленная Яница Костелич. 5 января 2025 года выиграла слалом в Краньске-Горе, опередив на 0,16 сек Венди Хольденер. Все остальные проиграли Лютич более 1,1 сек. Лютич показала лучшее время в обеих попытках (в первой такое же время показала и Хольденер). 30 января 2025 года выиграла слалом на этапе Кубка мира в Куршевеле.
В сезоне 2024/25 выиграла зачёт слалома в Кубке мира, опередив на 32 очка Катарину Линсбергер, а в общем зачёте заняла 4-е место.

## Выступления на крупнейших соревнованиях

### Зимние Олимпийские игры
| Олимпийские игры | Скоростной спуск | Супергигант | Гигантский слалом | Слалом | Комбинация | Команды |
| ---------------- | ---------------- | ----------- | ----------------- | ------ | ---------- | ------- |
| 2022 Пекин       | —                | —           | 28                | 25     | —          | —       |

### Чемпионаты мира
| Чемпионат мира | Скоростной спуск | Супергигант | Гигантский слалом | Слалом | Комбинация | Команды | Паралл. гигантский слалом |
| -------------- | ---------------- | ----------- | ----------------- | ------ | ---------- | ------- | ------------------------- |
| 2023 Мерибель  | —                | —           | 17                | DNF2   | —          | —       | —                         |
| 2025 Зальбах   | —                | —           | 8                 | 9      | —          | —       | н/д                       |

##### Победы на этапах Кубка мира (3)
| № | Сезон   | Дата        | Место проведения | Дисциплина |
| - | ------- | ----------- | ---------------- | ---------- |
| 1 | 2024/25 | 29 дек 2024 | Земмеринг        | Слалом     |
| 2 | 2024/25 | 5 янв 2025  | Краньска-Гора    | Слалом (2) |
| 3 | 2024/25 | 30 янв 2025 | Куршевель        | Слалом (3) |

## Достижения
- Орден Хорватской звезды с ликом Франьо Бучара (20 мая 2025 года)[2]